# Khao jee
Le khao jee (lao : ເຂົ້າຈີ່), khao gee ou jee khao (lit. « riz [gluant] grillé »), également khao ping (lao : ເຂົ້າປີ້ງ, est une méthode de cuisson de la cuisine laotienne consistant à faire griller du riz gluant sur un bâton au-dessus d'un feu ouvert.
Le riz gluant, khao niao ou khao niaw est le principal type de riz consumé au Laos.
Le khao jee joom kai (littéralement « riz gluant grillé trempé dans un œuf »), est un plat traditionnel laotien de l'ethnie lao vivant dans l'Isan, au nord-est de la Thaïlande[réf. nécessaire].
À Luang Prabang, les brochettes de riz gluant peuvent être plongées dans un mélange d'œufs, d'herbes et, dans certains cas, de sauce de poisson fermenté (padaek), puis grillées.
Khao jee peut aussi faire référence au khao jee pâté, un sandwich laotien utilisant la baguette et le pâté.